# Eurydice
Pour les articles homonymes, voir Eurydice (homonymie).

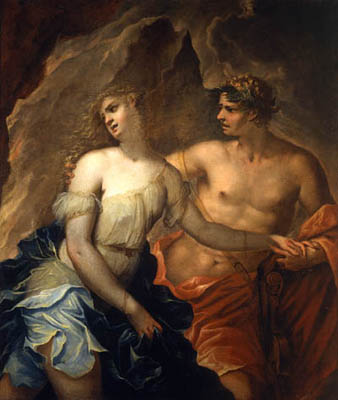
Orphée et Eurydice, par Federico Cervelli.

Dans la mythologie grecque, Eurydice (en grec ancien Εὐρυδίκη / Eurudíkê, formé des mots εὐρύς / eurús [« large, vaste, sans borne »] et δίκη / dikê [« justice »], signifiant « à la justice sans bornes ») est une dryade (nymphe des arbres et en particulier du chêne).

## Le mythe
Compagne fidèle d'Orphée, grand poète et musicien, elle est poursuivie par Aristée le jour de ses noces. En tentant de fuir, elle est mordue par un serpent et meurt. Inconsolable, Orphée entonne une complainte. Émus par son chant et par sa lyre, les dieux lui accordent de descendre jusqu'aux Enfers pour la sauver.
Grâce au son de sa lyre, Orphée endort Cerbère, le chien des Enfers, puis il arrive devant les monarques du monde souterrain, Hadès et sa femme Perséphone. Impressionnée par son courage et son amour, Perséphone prie Hadès de rendre Eurydice à son mari. Hadès accepte, à la seule condition qu'Orphée ne se retourne pas avant d'être sorti des Enfers.
Eurydice suit Orphée, guidée par la musique de sa lyre. Lorsqu'Orphée voit poindre à nouveau la lumière du jour, n'entendant aucun bruit, et se méfiant un peu des promesses d'Hadès, il se retourne pour voir si son épouse est toujours derrière lui. Hélas, un seul coup d’œil suffit pour qu'il la perde pour toujours, Eurydice est happée par le séjour des morts.

## Évocations artistiques

### Chanson
- Hubert-Félix Thiéfaine, Eurydice nonante sept
- Hubert-Félix Thiéfaine, Prière pour Ba'al Azabab (référence)
- Arcade Fire, Awful Sound (Oh Eurydice) et It’s Never Over (Hey Orpheus), issues de l’album Reflektor
- Hozier, Talk, issue de l'album Wasteland, Baby!
- Nick Cave and the Bad Seeds, The Lyre of Orpheus (2004)
- Ashley Barrett, Good Riddance - bande originale du jeu Hades
- Darren Korb, Lament of Orpheus - bande originale du jeu Hades
- L.E.J , La Marée (2018) - Album Poupées Russes - paroles : Lucie Lebrun, Elisa Paris, Juliette Saumagne, Cyril Detilleux

### Film
- Orfeu Negro (1959), de Marcel Camus
- Parking (1985), de Jacques Demy
- Vous n'avez encore rien vu (2012), d'Alain Resnais
- Portrait de la jeune fille en feu (2019), de Céline Sciamma
- Euridice, Euridice (2022), de Lora Mure-Ravaud

### Bande dessinée
- Le Monde d'Arkadi (personnage R.I.-10) de Caza, publié d'abord par Les Humanoïdes Associés, ensuite par Delcourt.
- Eurydice (2024), de Lou Lubie (scénario et storyboard) et Solen Guivre (dessin), publié par Delcourt.

### Opéra, cantate et ballet
- L'Euridice (1600), favola drammatica de Giulio Caccini et Jacopo Peri
- Euridice (1602), opéra de Giulio Caccini
- L'Orfeo, favola in musica (« Orphée, fable en musique », 1607), opéra de Claudio Monteverdi
- Ballett von dem Orpheus und der Euridike (1638), ballet de Heinrich Schütz
- Orpheus und Eurydice, der Hölle-stürmenden Liebes-Eifer (1683), singspiel de Johann Philipp Krieger
- La Descente d'Orphée aux enfers H.488 (1686), opéra de Marc-Antoine Charpentier
- Orphée descendant aux enfers H.471 (1683), cantate de Marc-Antoine Charpentier
- Orpheus and Uridice (1697), masque de John Weldon
- Orphée (1710), cantate de Louis-Nicolas Clérambault
- Le Retour d’Euridice aux enfers (1717) de Charles Piroye
- Orphée (1720), cantate de Jean-Philippe Rameau
- Orfeo ed Euridice (1715), opéra de Johann Joseph Fux
- Euridice (1750), pasticcio de Georg Wagenseil
- Orfeo ed Euridice (1763), opéra de Florian Johann Deller (en)
- Orphée et Euridice ou La descente d'Orphée aux enfers (1770), opéra de Josef Starzer
- Orfeo ed Euridice (1762, version de Vienne ; 1774, version de Paris), opéra de Christoph Willibald Gluck
- Orfeo ed Euridice (1775), opéra d'Antonio Tozzi
- Orfeo ed Euridice (1776), opéra de Ferdinando Bertoni
- Orfeo ed Euridice (1784), opéra de Tommaso Giordani
- Orpheus og Eurydike (1786, Copenhague), opéra de Johann Gottlieb Naumann
- L'anima del filosofo ossia Orfeo ed Euridice (1791), opéra de Joseph Haydn
- Orphée aux Enfers (1858), opéra de Hector Crémieux, Ludovic Halévy et Jacques Offenbach
- Orpheus und Eurydike (1926), opéra d'Ernst Křenek
- Orpheus und Eurydike - Orphée et Eurydice (1975), chorégraphie de Pina Bausch d'après l'opéra de Christoph Willibald Gluck

### Peinture
- Nicolas Poussin, Paysage avec Orphée et Eurydice, XVIIe siècle, musée du Louvre
- Ary Scheffer, La Mort d'Eurydice, 1814, musée des beaux-arts de Blois
- Michel Martin Drolling, Orphée et Eurydice, 1820, musée Magnin
- Jean-Baptiste Camille Corot, Orphée ramenant Eurydice des enfers, 1861, musée des Beaux-Arts de Houston

### Roman
- Marguerite Yourcenar, La Nouvelle Eurydice
- Melchior Ascaride, Eurydice déchaînée

### Théâtre
- Eurydice, pièce de Jean Anouilh, créée au théâtre de l'Atelier (Paris) le 18 décembre 1942 dans une mise en scène et des décors d'André Barsacq.
- Eurydice (en), pièce de Sarah Ruhl, créée en 2003.
- Ombre (Eurydice parle), pièce d'Elfriede Jelinek, L'Arche, 2018.
- Hadestown, comédie musicale d'Anaïs Mitchell, en 2016

### Jeux vidéo
- 2020 : Hades de Supergiant Games.

### Série
- 2024 : Kaos de Charlie Covell[réf. souhaitée].
- 2025 : Sandman[réf. souhaitée] de Allan Heinberg.

## Sources antiques
- Pseudo-Apollodore, Bibliothèque [détail des éditions] [lire en ligne] (I, 3, 2)
- Diodore de Sicile, Bibliothèque historique [détail des éditions] [lire en ligne] (IV, 25, 1)
- Ovide, Métamorphoses [détail des éditions] [lire en ligne] (X, 1–85)
- Pausanias, Description de la Grèce [détail des éditions] [lire en ligne]